# Zemnick
Zemnick is een plaats en voormalige gemeente in de Duitse deelstaat Saksen-Anhalt en maakt deel uit van de gemeente Zahna-Elster in de Landkreis Wittenberg.
Zemnick telt 129 inwoners.